# Abdelaziz Onkoud
Abdelaziz Onkoud (né le 30 novembre 1972 à Azemmour au Maroc) fait partie d'un groupe très restreint de joueurs d'échecs ayant le titre de maître en compétitions, dans la composition de problèmes et études d'échecs et dans la solution des problèmes et études d'échecs.
Il est maître international d'échecs depuis 2006.
Grand Maître international pour la composition échiquéenne en 2023.
Maitre FIDE de solution depuis 2015.
Juge international de la composition depuis 2011.
Entraineur de la FIDE en 2019.
2e place de la Coupe du Monde de solutions pour la saison 2015-16.
1re place de la coupe du Monde de la FIDE 2023 : section féeriques.

## Biographie
Depuis 2001, il vit en France.
Il est directeur de la revue quadrimestrielle Problemaz.
Il est auteur de plus de 3600 problèmes d'échecs dont plus de 1450 distinctions.
Il a participé aux olympiades d'échecs suivants: Erevan 1996, Istanbul 2000, Tromso 2014 et Batoumi 2018.
En 2021, il est sous le code de la France pour la composition échiquéenne.

## Palmarès
Compétitions d'échecs
- Champion du Maroc junior à Bouznika en 1992.
- Cinq fois champion du Maroc universitaire en 1992, 1993, 1994, 1995 et 1996.
- Champion du Maroc d'échecs à Casablanca en 1998.
- Vice-champion arabe d'échecs à Agadir en 1998.
- Champion du Maroc des clubs en 1997,1998 et 2000.
- Coupe du Maroc en 1997,1998,2000 et 2004.
- Champion arabe d'échecs par équipe à Amman en 1999.
- Champion arabe d'échecs des clubs à Marrakech en 2014.
- Trois fois vice-champion du Maroc d'échecs en 1999, 2000 et 2002.

Compétitions de solutions
- Champion de France de solutions 2021 à Charenton-le-Pont.
- Champion de France de solutions 2022 à Issy- les-Moulineaux.
- Champion de France de solutions 2023 à Gennevilliers.
- Champion de France de solutions 2025 à Maisons-Laffitte.

## Un de ses problèmes d'échecs
Spécialiste des mats aidés.
|   | a | b | c | d | e | f | g | h |   |
| 8 | Cavalier blanc sur case blanche d7 · Fou noir sur case noire d6 · Roi noir sur case noire d4 · Pion blanc sur case blanche d3 · Tour blanche sur case noire g3 · Tour noire sur case blanche e2 · Cavalier blanc sur case blanche g2 · Roi blanc sur case noire h2 | Cavalier blanc sur case blanche d7 · Fou noir sur case noire d6 · Roi noir sur case noire d4 · Pion blanc sur case blanche d3 · Tour blanche sur case noire g3 · Tour noire sur case blanche e2 · Cavalier blanc sur case blanche g2 · Roi blanc sur case noire h2 | Cavalier blanc sur case blanche d7 · Fou noir sur case noire d6 · Roi noir sur case noire d4 · Pion blanc sur case blanche d3 · Tour blanche sur case noire g3 · Tour noire sur case blanche e2 · Cavalier blanc sur case blanche g2 · Roi blanc sur case noire h2 | Cavalier blanc sur case blanche d7 · Fou noir sur case noire d6 · Roi noir sur case noire d4 · Pion blanc sur case blanche d3 · Tour blanche sur case noire g3 · Tour noire sur case blanche e2 · Cavalier blanc sur case blanche g2 · Roi blanc sur case noire h2 | Cavalier blanc sur case blanche d7 · Fou noir sur case noire d6 · Roi noir sur case noire d4 · Pion blanc sur case blanche d3 · Tour blanche sur case noire g3 · Tour noire sur case blanche e2 · Cavalier blanc sur case blanche g2 · Roi blanc sur case noire h2 | Cavalier blanc sur case blanche d7 · Fou noir sur case noire d6 · Roi noir sur case noire d4 · Pion blanc sur case blanche d3 · Tour blanche sur case noire g3 · Tour noire sur case blanche e2 · Cavalier blanc sur case blanche g2 · Roi blanc sur case noire h2 | Cavalier blanc sur case blanche d7 · Fou noir sur case noire d6 · Roi noir sur case noire d4 · Pion blanc sur case blanche d3 · Tour blanche sur case noire g3 · Tour noire sur case blanche e2 · Cavalier blanc sur case blanche g2 · Roi blanc sur case noire h2 | Cavalier blanc sur case blanche d7 · Fou noir sur case noire d6 · Roi noir sur case noire d4 · Pion blanc sur case blanche d3 · Tour blanche sur case noire g3 · Tour noire sur case blanche e2 · Cavalier blanc sur case blanche g2 · Roi blanc sur case noire h2 | 8 |
| 7 | Cavalier blanc sur case blanche d7 · Fou noir sur case noire d6 · Roi noir sur case noire d4 · Pion blanc sur case blanche d3 · Tour blanche sur case noire g3 · Tour noire sur case blanche e2 · Cavalier blanc sur case blanche g2 · Roi blanc sur case noire h2 | Cavalier blanc sur case blanche d7 · Fou noir sur case noire d6 · Roi noir sur case noire d4 · Pion blanc sur case blanche d3 · Tour blanche sur case noire g3 · Tour noire sur case blanche e2 · Cavalier blanc sur case blanche g2 · Roi blanc sur case noire h2 | Cavalier blanc sur case blanche d7 · Fou noir sur case noire d6 · Roi noir sur case noire d4 · Pion blanc sur case blanche d3 · Tour blanche sur case noire g3 · Tour noire sur case blanche e2 · Cavalier blanc sur case blanche g2 · Roi blanc sur case noire h2 | Cavalier blanc sur case blanche d7 · Fou noir sur case noire d6 · Roi noir sur case noire d4 · Pion blanc sur case blanche d3 · Tour blanche sur case noire g3 · Tour noire sur case blanche e2 · Cavalier blanc sur case blanche g2 · Roi blanc sur case noire h2 | Cavalier blanc sur case blanche d7 · Fou noir sur case noire d6 · Roi noir sur case noire d4 · Pion blanc sur case blanche d3 · Tour blanche sur case noire g3 · Tour noire sur case blanche e2 · Cavalier blanc sur case blanche g2 · Roi blanc sur case noire h2 | Cavalier blanc sur case blanche d7 · Fou noir sur case noire d6 · Roi noir sur case noire d4 · Pion blanc sur case blanche d3 · Tour blanche sur case noire g3 · Tour noire sur case blanche e2 · Cavalier blanc sur case blanche g2 · Roi blanc sur case noire h2 | Cavalier blanc sur case blanche d7 · Fou noir sur case noire d6 · Roi noir sur case noire d4 · Pion blanc sur case blanche d3 · Tour blanche sur case noire g3 · Tour noire sur case blanche e2 · Cavalier blanc sur case blanche g2 · Roi blanc sur case noire h2 | Cavalier blanc sur case blanche d7 · Fou noir sur case noire d6 · Roi noir sur case noire d4 · Pion blanc sur case blanche d3 · Tour blanche sur case noire g3 · Tour noire sur case blanche e2 · Cavalier blanc sur case blanche g2 · Roi blanc sur case noire h2 | 7 |
| 6 | Cavalier blanc sur case blanche d7 · Fou noir sur case noire d6 · Roi noir sur case noire d4 · Pion blanc sur case blanche d3 · Tour blanche sur case noire g3 · Tour noire sur case blanche e2 · Cavalier blanc sur case blanche g2 · Roi blanc sur case noire h2 | Cavalier blanc sur case blanche d7 · Fou noir sur case noire d6 · Roi noir sur case noire d4 · Pion blanc sur case blanche d3 · Tour blanche sur case noire g3 · Tour noire sur case blanche e2 · Cavalier blanc sur case blanche g2 · Roi blanc sur case noire h2 | Cavalier blanc sur case blanche d7 · Fou noir sur case noire d6 · Roi noir sur case noire d4 · Pion blanc sur case blanche d3 · Tour blanche sur case noire g3 · Tour noire sur case blanche e2 · Cavalier blanc sur case blanche g2 · Roi blanc sur case noire h2 | Cavalier blanc sur case blanche d7 · Fou noir sur case noire d6 · Roi noir sur case noire d4 · Pion blanc sur case blanche d3 · Tour blanche sur case noire g3 · Tour noire sur case blanche e2 · Cavalier blanc sur case blanche g2 · Roi blanc sur case noire h2 | Cavalier blanc sur case blanche d7 · Fou noir sur case noire d6 · Roi noir sur case noire d4 · Pion blanc sur case blanche d3 · Tour blanche sur case noire g3 · Tour noire sur case blanche e2 · Cavalier blanc sur case blanche g2 · Roi blanc sur case noire h2 | Cavalier blanc sur case blanche d7 · Fou noir sur case noire d6 · Roi noir sur case noire d4 · Pion blanc sur case blanche d3 · Tour blanche sur case noire g3 · Tour noire sur case blanche e2 · Cavalier blanc sur case blanche g2 · Roi blanc sur case noire h2 | Cavalier blanc sur case blanche d7 · Fou noir sur case noire d6 · Roi noir sur case noire d4 · Pion blanc sur case blanche d3 · Tour blanche sur case noire g3 · Tour noire sur case blanche e2 · Cavalier blanc sur case blanche g2 · Roi blanc sur case noire h2 | Cavalier blanc sur case blanche d7 · Fou noir sur case noire d6 · Roi noir sur case noire d4 · Pion blanc sur case blanche d3 · Tour blanche sur case noire g3 · Tour noire sur case blanche e2 · Cavalier blanc sur case blanche g2 · Roi blanc sur case noire h2 | 6 |
| 5 | Cavalier blanc sur case blanche d7 · Fou noir sur case noire d6 · Roi noir sur case noire d4 · Pion blanc sur case blanche d3 · Tour blanche sur case noire g3 · Tour noire sur case blanche e2 · Cavalier blanc sur case blanche g2 · Roi blanc sur case noire h2 | Cavalier blanc sur case blanche d7 · Fou noir sur case noire d6 · Roi noir sur case noire d4 · Pion blanc sur case blanche d3 · Tour blanche sur case noire g3 · Tour noire sur case blanche e2 · Cavalier blanc sur case blanche g2 · Roi blanc sur case noire h2 | Cavalier blanc sur case blanche d7 · Fou noir sur case noire d6 · Roi noir sur case noire d4 · Pion blanc sur case blanche d3 · Tour blanche sur case noire g3 · Tour noire sur case blanche e2 · Cavalier blanc sur case blanche g2 · Roi blanc sur case noire h2 | Cavalier blanc sur case blanche d7 · Fou noir sur case noire d6 · Roi noir sur case noire d4 · Pion blanc sur case blanche d3 · Tour blanche sur case noire g3 · Tour noire sur case blanche e2 · Cavalier blanc sur case blanche g2 · Roi blanc sur case noire h2 | Cavalier blanc sur case blanche d7 · Fou noir sur case noire d6 · Roi noir sur case noire d4 · Pion blanc sur case blanche d3 · Tour blanche sur case noire g3 · Tour noire sur case blanche e2 · Cavalier blanc sur case blanche g2 · Roi blanc sur case noire h2 | Cavalier blanc sur case blanche d7 · Fou noir sur case noire d6 · Roi noir sur case noire d4 · Pion blanc sur case blanche d3 · Tour blanche sur case noire g3 · Tour noire sur case blanche e2 · Cavalier blanc sur case blanche g2 · Roi blanc sur case noire h2 | Cavalier blanc sur case blanche d7 · Fou noir sur case noire d6 · Roi noir sur case noire d4 · Pion blanc sur case blanche d3 · Tour blanche sur case noire g3 · Tour noire sur case blanche e2 · Cavalier blanc sur case blanche g2 · Roi blanc sur case noire h2 | Cavalier blanc sur case blanche d7 · Fou noir sur case noire d6 · Roi noir sur case noire d4 · Pion blanc sur case blanche d3 · Tour blanche sur case noire g3 · Tour noire sur case blanche e2 · Cavalier blanc sur case blanche g2 · Roi blanc sur case noire h2 | 5 |
| 4 | Cavalier blanc sur case blanche d7 · Fou noir sur case noire d6 · Roi noir sur case noire d4 · Pion blanc sur case blanche d3 · Tour blanche sur case noire g3 · Tour noire sur case blanche e2 · Cavalier blanc sur case blanche g2 · Roi blanc sur case noire h2 | Cavalier blanc sur case blanche d7 · Fou noir sur case noire d6 · Roi noir sur case noire d4 · Pion blanc sur case blanche d3 · Tour blanche sur case noire g3 · Tour noire sur case blanche e2 · Cavalier blanc sur case blanche g2 · Roi blanc sur case noire h2 | Cavalier blanc sur case blanche d7 · Fou noir sur case noire d6 · Roi noir sur case noire d4 · Pion blanc sur case blanche d3 · Tour blanche sur case noire g3 · Tour noire sur case blanche e2 · Cavalier blanc sur case blanche g2 · Roi blanc sur case noire h2 | Cavalier blanc sur case blanche d7 · Fou noir sur case noire d6 · Roi noir sur case noire d4 · Pion blanc sur case blanche d3 · Tour blanche sur case noire g3 · Tour noire sur case blanche e2 · Cavalier blanc sur case blanche g2 · Roi blanc sur case noire h2 | Cavalier blanc sur case blanche d7 · Fou noir sur case noire d6 · Roi noir sur case noire d4 · Pion blanc sur case blanche d3 · Tour blanche sur case noire g3 · Tour noire sur case blanche e2 · Cavalier blanc sur case blanche g2 · Roi blanc sur case noire h2 | Cavalier blanc sur case blanche d7 · Fou noir sur case noire d6 · Roi noir sur case noire d4 · Pion blanc sur case blanche d3 · Tour blanche sur case noire g3 · Tour noire sur case blanche e2 · Cavalier blanc sur case blanche g2 · Roi blanc sur case noire h2 | Cavalier blanc sur case blanche d7 · Fou noir sur case noire d6 · Roi noir sur case noire d4 · Pion blanc sur case blanche d3 · Tour blanche sur case noire g3 · Tour noire sur case blanche e2 · Cavalier blanc sur case blanche g2 · Roi blanc sur case noire h2 | Cavalier blanc sur case blanche d7 · Fou noir sur case noire d6 · Roi noir sur case noire d4 · Pion blanc sur case blanche d3 · Tour blanche sur case noire g3 · Tour noire sur case blanche e2 · Cavalier blanc sur case blanche g2 · Roi blanc sur case noire h2 | 4 |
| 3 | Cavalier blanc sur case blanche d7 · Fou noir sur case noire d6 · Roi noir sur case noire d4 · Pion blanc sur case blanche d3 · Tour blanche sur case noire g3 · Tour noire sur case blanche e2 · Cavalier blanc sur case blanche g2 · Roi blanc sur case noire h2 | Cavalier blanc sur case blanche d7 · Fou noir sur case noire d6 · Roi noir sur case noire d4 · Pion blanc sur case blanche d3 · Tour blanche sur case noire g3 · Tour noire sur case blanche e2 · Cavalier blanc sur case blanche g2 · Roi blanc sur case noire h2 | Cavalier blanc sur case blanche d7 · Fou noir sur case noire d6 · Roi noir sur case noire d4 · Pion blanc sur case blanche d3 · Tour blanche sur case noire g3 · Tour noire sur case blanche e2 · Cavalier blanc sur case blanche g2 · Roi blanc sur case noire h2 | Cavalier blanc sur case blanche d7 · Fou noir sur case noire d6 · Roi noir sur case noire d4 · Pion blanc sur case blanche d3 · Tour blanche sur case noire g3 · Tour noire sur case blanche e2 · Cavalier blanc sur case blanche g2 · Roi blanc sur case noire h2 | Cavalier blanc sur case blanche d7 · Fou noir sur case noire d6 · Roi noir sur case noire d4 · Pion blanc sur case blanche d3 · Tour blanche sur case noire g3 · Tour noire sur case blanche e2 · Cavalier blanc sur case blanche g2 · Roi blanc sur case noire h2 | Cavalier blanc sur case blanche d7 · Fou noir sur case noire d6 · Roi noir sur case noire d4 · Pion blanc sur case blanche d3 · Tour blanche sur case noire g3 · Tour noire sur case blanche e2 · Cavalier blanc sur case blanche g2 · Roi blanc sur case noire h2 | Cavalier blanc sur case blanche d7 · Fou noir sur case noire d6 · Roi noir sur case noire d4 · Pion blanc sur case blanche d3 · Tour blanche sur case noire g3 · Tour noire sur case blanche e2 · Cavalier blanc sur case blanche g2 · Roi blanc sur case noire h2 | Cavalier blanc sur case blanche d7 · Fou noir sur case noire d6 · Roi noir sur case noire d4 · Pion blanc sur case blanche d3 · Tour blanche sur case noire g3 · Tour noire sur case blanche e2 · Cavalier blanc sur case blanche g2 · Roi blanc sur case noire h2 | 3 |
| 2 | Cavalier blanc sur case blanche d7 · Fou noir sur case noire d6 · Roi noir sur case noire d4 · Pion blanc sur case blanche d3 · Tour blanche sur case noire g3 · Tour noire sur case blanche e2 · Cavalier blanc sur case blanche g2 · Roi blanc sur case noire h2 | Cavalier blanc sur case blanche d7 · Fou noir sur case noire d6 · Roi noir sur case noire d4 · Pion blanc sur case blanche d3 · Tour blanche sur case noire g3 · Tour noire sur case blanche e2 · Cavalier blanc sur case blanche g2 · Roi blanc sur case noire h2 | Cavalier blanc sur case blanche d7 · Fou noir sur case noire d6 · Roi noir sur case noire d4 · Pion blanc sur case blanche d3 · Tour blanche sur case noire g3 · Tour noire sur case blanche e2 · Cavalier blanc sur case blanche g2 · Roi blanc sur case noire h2 | Cavalier blanc sur case blanche d7 · Fou noir sur case noire d6 · Roi noir sur case noire d4 · Pion blanc sur case blanche d3 · Tour blanche sur case noire g3 · Tour noire sur case blanche e2 · Cavalier blanc sur case blanche g2 · Roi blanc sur case noire h2 | Cavalier blanc sur case blanche d7 · Fou noir sur case noire d6 · Roi noir sur case noire d4 · Pion blanc sur case blanche d3 · Tour blanche sur case noire g3 · Tour noire sur case blanche e2 · Cavalier blanc sur case blanche g2 · Roi blanc sur case noire h2 | Cavalier blanc sur case blanche d7 · Fou noir sur case noire d6 · Roi noir sur case noire d4 · Pion blanc sur case blanche d3 · Tour blanche sur case noire g3 · Tour noire sur case blanche e2 · Cavalier blanc sur case blanche g2 · Roi blanc sur case noire h2 | Cavalier blanc sur case blanche d7 · Fou noir sur case noire d6 · Roi noir sur case noire d4 · Pion blanc sur case blanche d3 · Tour blanche sur case noire g3 · Tour noire sur case blanche e2 · Cavalier blanc sur case blanche g2 · Roi blanc sur case noire h2 | Cavalier blanc sur case blanche d7 · Fou noir sur case noire d6 · Roi noir sur case noire d4 · Pion blanc sur case blanche d3 · Tour blanche sur case noire g3 · Tour noire sur case blanche e2 · Cavalier blanc sur case blanche g2 · Roi blanc sur case noire h2 | 2 |
| 1 | Cavalier blanc sur case blanche d7 · Fou noir sur case noire d6 · Roi noir sur case noire d4 · Pion blanc sur case blanche d3 · Tour blanche sur case noire g3 · Tour noire sur case blanche e2 · Cavalier blanc sur case blanche g2 · Roi blanc sur case noire h2 | Cavalier blanc sur case blanche d7 · Fou noir sur case noire d6 · Roi noir sur case noire d4 · Pion blanc sur case blanche d3 · Tour blanche sur case noire g3 · Tour noire sur case blanche e2 · Cavalier blanc sur case blanche g2 · Roi blanc sur case noire h2 | Cavalier blanc sur case blanche d7 · Fou noir sur case noire d6 · Roi noir sur case noire d4 · Pion blanc sur case blanche d3 · Tour blanche sur case noire g3 · Tour noire sur case blanche e2 · Cavalier blanc sur case blanche g2 · Roi blanc sur case noire h2 | Cavalier blanc sur case blanche d7 · Fou noir sur case noire d6 · Roi noir sur case noire d4 · Pion blanc sur case blanche d3 · Tour blanche sur case noire g3 · Tour noire sur case blanche e2 · Cavalier blanc sur case blanche g2 · Roi blanc sur case noire h2 | Cavalier blanc sur case blanche d7 · Fou noir sur case noire d6 · Roi noir sur case noire d4 · Pion blanc sur case blanche d3 · Tour blanche sur case noire g3 · Tour noire sur case blanche e2 · Cavalier blanc sur case blanche g2 · Roi blanc sur case noire h2 | Cavalier blanc sur case blanche d7 · Fou noir sur case noire d6 · Roi noir sur case noire d4 · Pion blanc sur case blanche d3 · Tour blanche sur case noire g3 · Tour noire sur case blanche e2 · Cavalier blanc sur case blanche g2 · Roi blanc sur case noire h2 | Cavalier blanc sur case blanche d7 · Fou noir sur case noire d6 · Roi noir sur case noire d4 · Pion blanc sur case blanche d3 · Tour blanche sur case noire g3 · Tour noire sur case blanche e2 · Cavalier blanc sur case blanche g2 · Roi blanc sur case noire h2 | Cavalier blanc sur case blanche d7 · Fou noir sur case noire d6 · Roi noir sur case noire d4 · Pion blanc sur case blanche d3 · Tour blanche sur case noire g3 · Tour noire sur case blanche e2 · Cavalier blanc sur case blanche g2 · Roi blanc sur case noire h2 | 1 |
|   | a | b | c | d | e | f | g | h |   |

Mat aidé en 2 coups.
2 solutions :
- 1.Té5 Cf4 2.Td5 Cé2‡
- 1.Fb4 Tg6 2.Fç3 Td6‡